# Ифрейта
Ифрѐйта (на английски: Ephrata) е град в окръг Грант, щата Вашингтон, САЩ. Ифрейта е с население от 6808 жители (2000) и обща площ от 25,8 km². Намира се на 389 m надморска височина. ЗИП кодът му е 98823, а телефонният му код е 509.